# Schatzkanzler
Der Schatzkanzler (englisch Chancellor of the Exchequer) ist ein Mitglied des Kabinetts des Vereinigten Königreichs Großbritannien und Nordirland. Er leitet HM Treasury, das britische Finanz- und Wirtschaftsministerium. Der Schatzkanzler wird üblicherweise nach dem Premierminister als zweitwichtigstes Regierungsmitglied angesehen. Das Amt zählt neben dem des Außenministers und dem des Innenministers damit zu den Great Offices of State.
Seit 1827 ist er stets auch Second Lord of the Treasury („Zweiter Lord des Schatzamtes“) – ausgenommen in jenen Fällen, in denen der Premierminister, der First Lord of the Treasury („Erste Lord des Schatzamtes“), zusätzlich das Amt des Schatzkanzlers übernimmt. Als Angehöriger des Kabinetts ist der Schatzkanzler auch Mitglied des Privy Council.
Als Second Lord of the Treasury residiert der Schatzkanzler offiziell in 11 Downing Street.

## Rollen und Zuständigkeiten
Ein vorheriger Kanzler, Robert Lowe, beschrieb das Amt in den folgenden Worten im House of Commons (Unterhaus), am 11. April 1870: „Der Schatzkanzler ist ein Mann dessen Aufgabe ihn mehr oder weniger zu einer Steuermaschine machen. Er ist vertraut darin, viele Übel, die in seinem Aufgabenbereich liegen so fair wie möglich zu lösen.“

## Finanzpolitik
Der Kanzler hat beträchtliche Kontrollmöglichkeiten über die anderen Ressorts (Abteilungen), da das Schatzamt in den anderen Abteilungen das Ausgabenlimit festlegt. Die Menge der Macht der einzelnen Kanzler hängt von seinen persönlichen Fähigkeiten ab sowie seiner Stellung in der Partei und die Vertrautheit mit dem Premierminister. Gordon Brown wurde 1997 Kanzler als die Labour Partei in die Regierung kam. Er hatte seinerzeit eine große personelle Machtbasis in seiner Partei. Vielleicht wählte Tony Blair ihn als seinen Kanzler aus diesem Grund für die ganzen zehn Jahre seiner eigenen Zeit als Premierminister. Zu dieser Zeit wurde Brown eine dominante Persönlichkeit und einer derjenigen Kanzler die am längsten dienten seit den Reform Gesetzen (Reform Act) von 1832. Diese Situation hat einen nebenher bestehenden Trend verstärkt, indem die Kanzlerschaft sich in die Richtung eines zweiten klaren Regierungsamtes entwickelte, über die traditionellen Führer aus dem Außen- und Innenministerium hinweg.
Ein Teil der Schlüsselrollen ist das Erstellen des jährlichen Budgets, welches in einer Rede im Unterhaus zusammengefasst wird. Traditionellerweise wurde diese Rede an einem Budgettag gehalten, einem Dienstag (wenn auch nicht immer) im März, da das Britische Steuerjahr dem Julianischen Kalender folgt. Von 1993 an, ist dem Etat eine jährliche Herbst Aussage vorausgegangen, welche nun der Vor Budget Report genannt wird, in welchem die Regierungsausgaben prognostiziert werden und gewöhnlich im November oder Dezember stattfindet.

## Geldpolitik
Obwohl die Bank von England für die Steuerraten verantwortlich ist, spielt der Kanzler einen wichtigen Teil in der Struktur der Geldpolitik. Er legt die Inflationsrate fest, welche die Bank für ihre Steuerraten nutzt. Nach dem Gesetz der Englischen Bank von 1988 hat der Kanzler die Macht 4 von 9 Mitglieder der Geldpolitischen Kommission auszuwählen - diese werden externe Mitarbeiter genannt. Er hat auch einen hohen Einfluss auf die Beratungen des Geverneurs und Vizecoverneurs der Bank und er hat das Recht die beiden restlichen MPL-Mitglieder innerhalb der Bank festzulegen. Das Gesetz setzt auch vorau das das Governemont die Macht hat der Bank Instruktionen zu geben über die Zinssätze in zeitlich limitierten Sondersituationen. Diese Macht hat er jedoch niemals genutzt.

## Ministrielles Arrangement
Am Schatzamt ihrer Majestät wird der Kanzler durch eine politische Mannschaft von 4 Juniorministern und einem ständigen Staatsbeamten unterstützt. Der wichtigste Juniorminister ist der Hauptsekretär des Schatzamtes, ein Mitglied des Kabinetts, der die Vermittlung mit anderen Regirungsabteilungen übernimmt und die Details der Regierung sind delegiert, gefolgt vom General der Zahlstelle, dem Finanzminister des Schatzamtes, obwohl keiner von ihnen Regierungsminister am Schatzamt ist.
Der Inhaber des Amtes des Kanzlers ist aus dem Amt heraus (ex - officio) zweiter Lord des Schatzamtes. Als zweiter Lord, ist sein offizieller Amtssitz Downing Street Nummer 11 in London, eine Tür neben dem Amtssitz des ersten Lords des Schatzamtes (eine Aufgabe die üblicherweise vom Premierminister übernommen wird.)

## Chancellors of the Exchequer of England
- Sir John Baker (1545–1559)
- Sir Richard Sackville (1559–1566)
- Sir Walter Mildmay (1566–1589)
- John Fortescue (1589–1603)

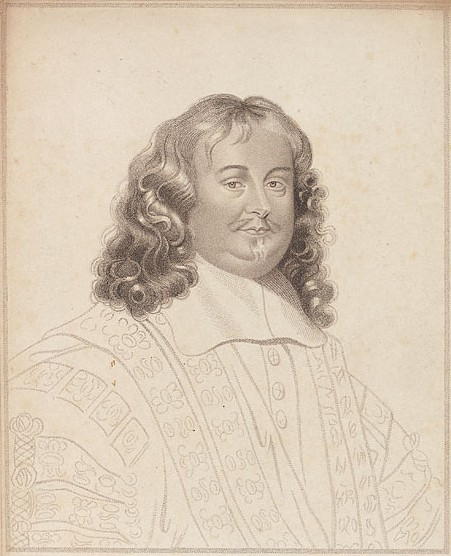
Edward Hyde, 1. Earl of Clarendon

- George Home, 1. Earl of Dunbar (1605) (1603–1606)
- Sir Julius Caesar (1606–1614)
- Sir Fulke Greville (1614–1621)
- Sir Richard Weston (1621–1628)
- Edward Barrett, 1. Lord Barrett of Newburgh (1628–1629)
- Francis Cottington, 1. Baron Cottington (1629–1642)
- Sir John Colepeper (1642–1643) (Zeit des englischen Bürgerkriegs)
- Edward Hyde, 1. Earl of Clarendon (1642–1646)
- Anthony Ashley Cooper, 1. Earl of Shaftesbury (1661–1672)
- Sir John Duncombe (1672–1676)
- Sir John Ernle (1676–1689)
- Henry Booth, 2. Baron Delamer (1689–1690)
- Richard Hampden (1690–1694)
- Charles Montagu (1694–1699)
- John Smith (1699–1701)
- Henry Boyle (1701–1708)

## Chancellors of the Exchequer of Great Britain

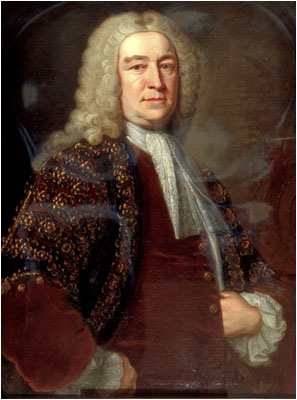
Henry Pelham

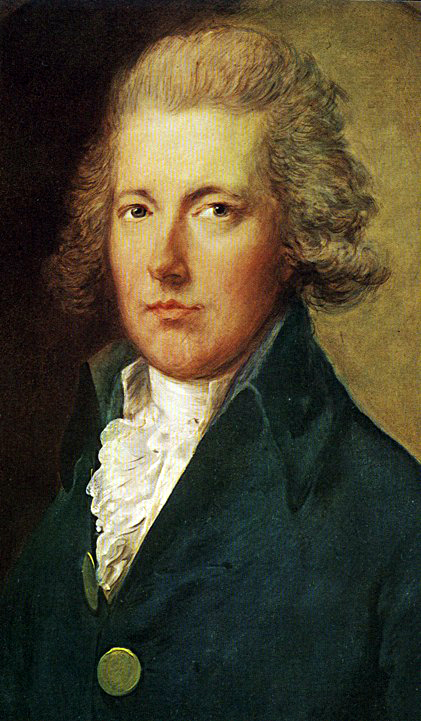
William Pitt

Schatzkanzler, die gleichzeitig auch Premierminister waren, sind mit * gekennzeichnet.
- John Smith (1708–1710)
- Robert Harley (1710–1711)
- Robert Benson (1711–1713)
- Sir William Wyndham, 3. Baronet (1713–1714)
- Sir Richard Onslow, 2. Baronet (1714–1715)
- Robert Walpole (1715–1717)
- James Stanhope, 1. Viscount Stanhope (1717–1718)
- John Aislabie (1718–1721) (zurückgetreten)
- Sir John Pratt (2. Februar 1721–1721)
- Sir Robert Walpole (1721–1742)*
- Samuel Sandys (1742–1743)
- Henry Pelham (1743–1754)*
- Sir William Lee (1754–1754)
- Henry Bilson-Legge (1754–1755)
- Sir George Lyttelton (1755–1756)
- Henry Bilson-Legge (1756–1757)
- William Murray (1757–1757)
- Henry Bilson-Legge (1757–1761)
- William Barrington, 2. Viscount Barrington (1761–1762)
- Sir Francis Dashwood (1762–1763)
- George Grenville (1763–1765)*
- William Dowdeswell (1765–1766)
- Charles Townshend (1766–1767)
- Frederick North, Lord North (1767–1782)* (ab 1770 Premierminister) (zurückgetreten)
- Lord John Cavendish (27. März 1782–10. Juli 1782)
- William Pitt (1782–1783) (zurückgetreten)
- Lord John Cavendish (1783–1783)
- William Pitt (1783–1801)*
- Henry Addington (1801–1804)*
- William Pitt (1804–1806)*
- Lord Henry Petty (1806–1807)
- Spencer Perceval (1807–1812)* (ab 1809 Premierminister) (ermordet)
- Nicholas Vansittart, 1. Baron Bexley (1812–1817)

## Chancellors of the Exchequer of the United Kingdom

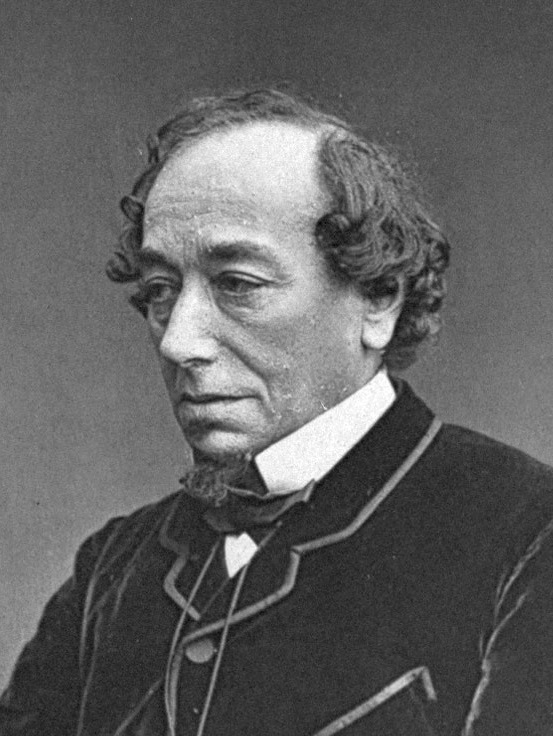
Benjamin Disraeli

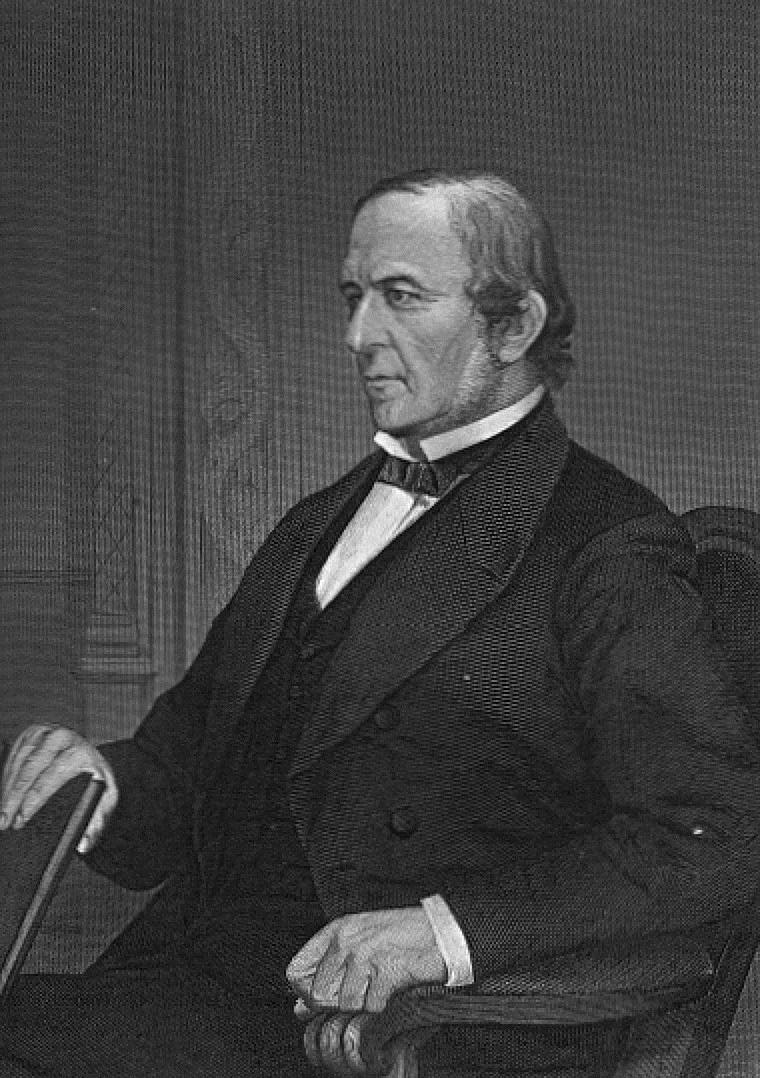
William Ewart Gladstone

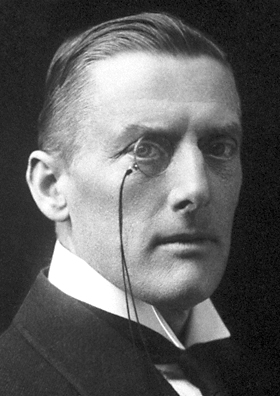
Austen Chamberlain

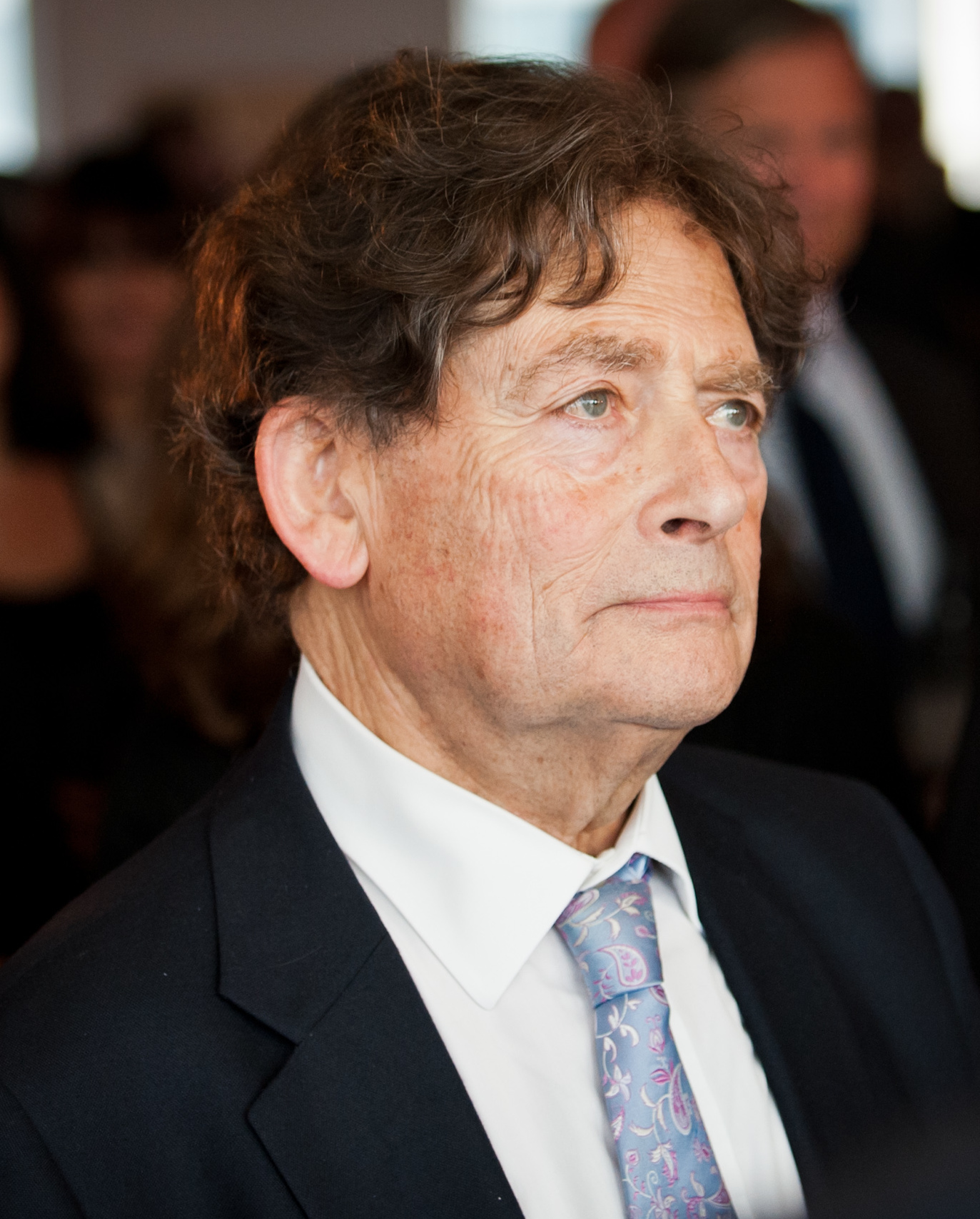
Nigel Lawson

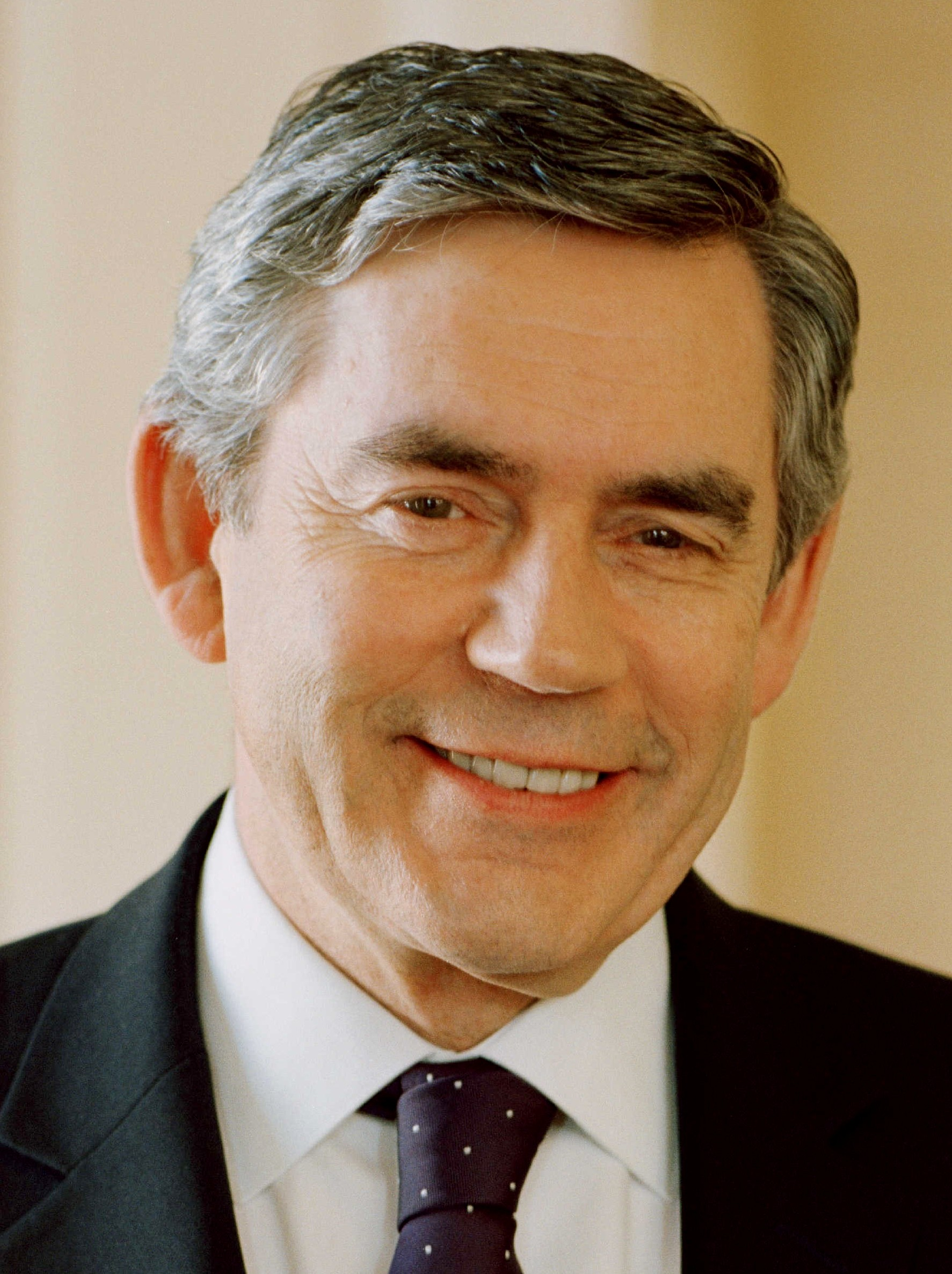
Gordon Brown

Schatzkanzler, die gleichzeitig auch Premierminister waren, sind mit * gekennzeichnet.
Obgleich die Vereinigung der Königreiche Großbritannien und Irland zum Vereinigten Königreich Großbritannien und Irland durch den Act of Union bereits zum 1. Januar 1801 in Kraft trat, erfolgte eine Konsolidierung der beiden Schatzämter erst 1817.
- Nicholas Vansittart, 1. Baron Bexley (1817–1823)
- Frederick John Robinson (1823–1827)
- George Canning (1827–1827)*
- Charles Abbott, 1. Baron Tenterden (1827–1827)
- John Charles Herries (1827–1828)
- Henry Goulburn (1828–1830)
- John Charles Spencer, Viscount Althorp (1830–1834)
- Thomas Denman, 1. Baron Denman (1834–1834)
- Sir Robert Peel (1834–1835)*
- Thomas Spring Rice (1835–1839)
- Sir Francis Baring (1839–1841)
- Henry Goulburn (1841–1846)
- Sir Charles Wood (1846–1852)
- Benjamin Disraeli (1852–1852)
- William Ewart Gladstone (1852–1855)
- Sir George Cornewall Lewis (1855–1858)
- Benjamin Disraeli (1858–1859)
- William Ewart Gladstone (1859–1866)
- Benjamin Disraeli (1866–1868)
- George Ward Hunt (1868–1868)
- Robert Lowe (1868–1873)
- William Ewart Gladstone (1873–1874)*
- Sir Stafford Henry Northcote (1874–1880)
- William Ewart Gladstone (1880–1882)*
- Hugh Childers (1882–1885)
- Sir Michael Hicks Beach (1885–1886)
- Sir William Vernon Harcourt (1886–1886)
- Lord Randolph Churchill (1886–1886) (zurückgetreten)
- George Goschen, 1. Viscount Goschen (1887–1892)
- Sir William Vernon Harcourt (1892–1895)
- Sir Michael Hicks Beach (1895–1902)
- Charles Thomson Ritchie (1902–1903)
- Austen Chamberlain (1903–1905)
- H. H. Asquith (1905–1908)
- David Lloyd George (1908–1915)
- Reginald McKenna (1915–1916)
- Andrew Bonar Law (1916–1919)
- Austen Chamberlain (1919–1921)
- Sir Robert Horne (1921–1922)
- Stanley Baldwin (1922–1923)* (ab 22. Mai 1923 Premierminister)
- Neville Chamberlain (1923–1924)
- Philip Snowden (1924–1924)
- Winston Churchill (1924–1929)
- Philip Snowden (1929–1931)
- Neville Chamberlain (1931–1937)
- Sir John Allsebrooke Simon (1937–1940)
- Sir Kingsley Wood (1940–1943)
- John Anderson, 1. Viscount Waverley (1943–1945)
- Hugh Dalton (1945–1947) (zurückgetreten)
- Sir Stafford Cripps (1947–1950)
- Hugh Gaitskell (1950–1951)
- Rab Butler (1951–1955)
- Harold Macmillan (1955–1957)
- Peter Thorneycroft (1957–1958) (zurückgetreten)
- Derick Heathcoat-Amory (1958–1960)
- Selwyn Lloyd (1960–1962)
- Reginald Maudling (1962–1964)
- James Callaghan (1964–1967)
- Roy Jenkins (1967–1970)
- Iain Macleod (1970–1970)
- Anthony Barber (1970–1974)
- Denis Healey (1974–1979)
- Sir Geoffrey Howe (1979–1983)
- Nigel Lawson (1983–1989) (zurückgetreten)
- Sir John Major (1989–1990)
- Norman Lamont (1990–1993)
- Kenneth Clarke (1993–1997)
- Gordon Brown (1997–2007)
- Alistair Darling (2007–2010)
- George Osborne (2010–2016)
- Philip Hammond (2016–2019) (zurückgetreten)
- Sajid Javid (2019–2020) (zurückgetreten)
- Rishi Sunak (2020–2022) (zurückgetreten)
- Nadhim Zahawi (2022)
- Kwasi Kwarteng (2022)
- Jeremy Hunt (2022–2024)
- Rachel Reeves (seit 2024)